# Flames (David Guetta e Sia)
Flames è un singolo del DJ francese David Guetta e della cantautrice australiana Sia, pubblicato il 22 marzo 2018 come quarto estratto dal settimo album in studio di David Guetta 7.
Il singolo ha raggiunto le radio italiane il 30 marzo 2018.
Per la quarta volta Guetta e Sia hanno collaborato assieme nella realizzazione di un brano.

## Video musicale
Il video musicale è stato pubblicato il 5 aprile 2018 sul canale YouTube del DJ. Il video rappresenta tre giovani donne ninja che studiano presso il loro maestro di arti marziali. Dopo l'uccisione del maestro e il rapimento da parte di altri ninja delle apprendiste, compare David Guetta nella veste di capo dei sicari. Le giovani ninja vengono portate da Guetta e, dopo un combattimento contro i propri rapitori, riescono ad eliminare anche il capo degli stessi.

## Classifiche

### Classifiche settimanali
| Classifica (2018) | Posizione massima |
| ----------------- | ----------------- |
| Italia            | 12                |
| Lussemburgo       | 1                 |

### Classifiche di fine anno
| Classifica (2018) | Posizione |
| ----------------- | --------- |
| Islanda           | 13        |